# 黒姫伊織
黒姫 伊織（くろき いおり、1976年1月18日 - ）は、日本のAV女優である。
身長168cm、バスト131cm（Oカップ）、ウエスト90cm、ヒップ130cm。
2008年6月に引退を表明しブログも閉鎖したが、2009年1月にブログを再開。同3月にはAVにも復帰。
2009年10月発売の「伊織ラスト」で再び引退と発表されるも、本人は自身のブログにて否定した。

## 出演

### アダルトビデオ
- 痴女男虐　むちむち！超乳ダイナマイト！伊織　（2005年12月22日、イズム）
- 痴女男虐　超乳暴女2　（2006年4月28日、イズム）
- 女肉リンチ！豊満巨尻学園 巨尻集団リンチ編　（2006年7月4日、イズム）
- 女肉リンチ！豊満巨尻学園 巨尻集団輪姦編　（2006年7月4日、イズム）
- 痴女男虐　豊満騎婦人　（2006年12月20日、イズム）
- 痴女男虐　大豊乳　～淫乱マダムと性処理小男達～　（2007年8月27日、イズム）
- ～超肉感首4の字潰し～ 太腿顔面締め2　（2008年1月11日、イズム）
- B130-Oカップ 超乳巨体　（2008年6月25日、アロマ企画）
- 痴女男虐　伊織マニアクス　（2008年6月28日、イズム）
- イズムBlack ～胸の壱～　（2008年7月25日、イズム）
- 巨痴女LEZ file4　（2009年3月25日、イズム）
- 痴女男虐　トリプル超乳漬　（2009年4月25日、イズム）
- Huge Neo いおり 130cm－Ocup　（2009年5月25日、しのだプロジェクト）
- 女王様と三人の女装子3　（2009年6月1日、プールクラブ・エンタテインメント）
- 巨乳 OR DIE　130cm無敵のバスト・最高のウーマン　（2009年6月20日、RADIX）
- ジャパニーズ・プランパー2　（2009年7月1日、プールクラブ・エンタテインメント）
- 130cm-Oカップ 伊織　（2009年7月25日、しのだプロジェクト）
- 伊織ラスト　（2009年10月25日、しのだプロジェクト）
- 痴女男虐　ドS爆乳女 vs M女装子　（2011年5月25日、イズム）
- 痴女男虐　爆乳痴婦人　（2012年4月25日、イズム）
- 痴女男虐　べっちょり爆乳汁　（2013年3月22日、イズム）
- 満肉オナコレクション　（2013年3月22日、イズム）
- 豊満肉欲レズ調教　（2013年7月1日、Fitch）
- 超豊満 お隣の豊満奥さんに中出し　（2013年12月12日、タカラ映像）
- 豊艶豚が乱れる豚汁人妻の美人4時間定食　（2014年4月10日、タカラ映像）
- ぽっちゃり人妻淫乱マンション（仮）（2014年10月9日、タカラ映像）
- 熟女の浮気は本気のSEX VOL.19　（2020年5月1日、花と蜜）　※「白井静香」名義